# Nehoda na visuté dráze ve Wuppertalu (1999)
K nehodě na visuté dráze ve Wuppertalu došlo před šestou hodinou ranní 12. dubna 1999. Vlak najel na kovovou součást, kterou na vodicí kolejnici zapomněli stavební dělníci při opravě trati. Při nehodě přišlo o život pět osob a 47 jich bylo zraněno. Jedná se o nejhorší a dosud jedinou smrtelnou nehodu v historii dráhy od jejího otevření v roce 1901.